# Руси у Украјини
Руси су највећа етничка мањина у Украјини . Ова заједница чини највећу појединачну руску заједницу ван Русије у свету. На украјинском попису из 2001. године, 8.334.100 људи идентификовано је као етнички Руси (17,3% становништва Украјине); ово је комбиновани податак за особе које потичу изван Украјине и становништво рођено у Украјини које се изјашњава о руској националности.

## Географија
Етнички Руси живе широм Украјине. Они чине значајан део укупног становништва на истоку и југу, значајну мањину у центру и мању мањину на западу.
Запад и центар земље имају већи проценат Руса у градовима и индустријским центрима и много мањи проценат у претежно украјинскофонским руралним областима. Због концентрације Руса у градовима, као и из историјских разлога, већина највећих градова у центру и на југоистоку земље (укључујући Кијев где Руси чине 13,1% становништва)  остао углавном русофон ажурирано: 2003.
Руси чине већину на Криму (71,7% у Севастопољу и 58,5% у Аутономној републици Крим), јужном полуострву које је совјетска влада пренела из Руске СФСР у Украјинску ССР 1954. године.
Изван Крима, Руси су највећа етничка група у  Доњецку (48,2%) и Макијевки (50,8%) у Доњецкој области, Терновци (52,9%) у Дњепропетровској области, Краснодону (63,3%) и Свердловску (58,7%) и Краснодонски (51,7%) и Станично-Лугански (61,1%) у Луганској области, Рени (70,54%) и Измаил (43,7%) у Одеској области, Путивлски (51,6%) у Сумској области.

## Историја

### Рана историја
Један од најистакнутијих Руса у средњовековној Украјини (у то време Пољско-литванске заједнице) био је Иван Фјодоров, који је објавио Острошку Библију и називао се Московљанином.
Године 1599, цар Борис Годунов наредио је изградњу Цареборисова на обалама реке Оскол, првог града и прве тврђаве у источној Украјини. За одбрану територије од татарских напада Руси су изградили одбрамбену линију Белгорода (1635–1658), а Украјинци су почели да беже да би били под њеном одбраном.
Више говорника руског се појавило на северним, централним и источним украјинским територијама током касног 17. века, након козачке побуне коју је предводио Богдан Хмељницки . Устанак је довео до масовног кретања украјинских досељеника у област Слобода Украјина, што је претворило из ретко насељене пограничне области у једну од већих насељених области Руског царства . Након Перејаславског споразума, земље украјинских козака, укључујући модерне северне и источне делове Украјине, постале су протекторат царства Русије. Ово је довело до првог значајног, али још увек малог таласа руских досељеника у централну Украјину (првенствено неколико хиљада војника стационираних у гарнизонима, од око 1,2 милиона становника који нису Руси). 
Крајем 18. века, Руско царство је заузело велике ненасељене степске територије бившег Кримског каната . Започела је систематска колонизација земаља у ономе што је постало познато као Новоросија (углавном Крим, Таурида и околина Одесе). Мигранти из многих етничких група (претежно Украјинци и Руси из уже Русије) дошли су у ово подручје. У исто време, откриће угља у Доњецком басену такође је означило почетак велике индустријализације и прилив радника из других делова Руске империје.
Скоро сви већи градови јужне и источне Украјине основани су у овом периоду: Александровск (сада Запорожје ; 1770), Јекатеринослав (сада Дњепар ; 1776), Херсон и Мариупољ (1778), Севастопољ (1783), Симферопољ ( Новоалександ) ) (1784), Николајев ( Миколајев ; 1789), Одеса (1794), Луганск ( Луганск ; оснивање фабрике у Луганску 1795).
И Руси и Украјинци чине већину миграната – 31,8% и 42,0% респективно. Становништво Новоросије је на крају постало измешано, а с обзиром да је русификација била државна политика, руски идентитет је доминирао у мешовитим породицама и заједницама. Руско царство је Украјинце, Русе и Белорусе званично сматрало малим, Великорусима и Белорусима, који су, према званично прихваћеној теорији у Царској Русији, припадали једној руској нацији, потомцима народа Кијевске Русије.
Почетком 20. века Руси су били највећа етничка група у следећим градовима: Кијев (54,2%), Харков (63,1%), Одеса (49,09%), Николајев (66,33%), Мариупољ (63,22%), Луганск (68,16%), Бердјанск (66,05%), Херсон (47,21%), Мелитопољ (42,8%), Јекатеринослав (41,78%), Кропивњицки (34,64%), Павлоград (34,36%), Симферопољ (45,64%), Феодо.8 %), Јалта (66,17%), Керч (57,8%), Севастопољ (63,46%), Чухујев (86%).

### Руски грађански рат у Украјини
Први попис становништва Руске империје, спроведен 1897. године, показао је широку употребу (и у неким случајевима доминацију) малоруског, савременог термина за украјински језик, у девет југозападних губернија и Кубану . Дакле, када су званичници Централне Раде оцртавали будуће границе нове украјинске државе, узели су резултате пописа у погледу језика и вере као одлучујуће факторе. Етнографске границе Украјине су се тако испоставиле скоро двоструко веће од првобитне државе Богдана Хмељницког која је инкорпорирана у састав Руског царства током 17-18.
Током Првог светског рата, снажан национални покрет успео је да добије нека аутономна права од руске владе у Санкт Петербургу. Међутим, Октобарска револуција је донела велике промене за нову Руску Републику . Украјина је постала бојно поље између две главне руске ратне фракције током Руског грађанског рата (1918–1922), црвених комуниста ( Црвена армија) и антибољшевичких белих ( Добровољачка армија ).
Октобарска револуција је такође нашла свој одјек међу широком радничком класом, а неколико совјетских република су формирали бољшевици у Украјини: Украјинска Народна Социјалистичка Република, Совјетска Социјалистичка Република Таурида, Одеска Совјетска Република и Република Доњецк-Кривој Рог.
Влада Русије СФСР је подржавала војну интервенцију против Украјинске Народне Републике, која је у различитим периодима контролисала већину територије данашње Украјине са изузетком Крима и Западне Украјине. Иако су у почетку постојале разлике између украјинских бољшевика, које су резултирале проглашењем неколико совјетских република 1917. године, касније је, добрим делом због притиска Владимира Лењина и других бољшевичких вођа, проглашена једна Украјинска Совјетска Социјалистичка Република.
Украјинска ССР је била де јуре посебна држава до формирања СССР-а 1922. године и опстала је до распада Совјетског Савеза 1991. године. Лењин је инсистирао да би игнорисање националног питања у Украјини угрозило подршку Револуцији међу украјинским становништвом и на тај начин су успостављене нове границе Совјетске Украјине у мери у којој је 1918. тврдила Украјинска Народна Република  Нове границе су у потпуности укључивале Новоросију (укључујући краткотрајну Доњецко-Кривојску Совјетску Републику) и друге суседне провинције, које су садржале значајан број етничких Руса.

### Украинизација у раним совјетским временима
У свом говору из 1923. посвећеном националним и етничким питањима у партијским и државним пословима, Јосиф Стаљин је идентификовао неколико препрека у спровођењу националног програма партије. То су били „шовинизам доминантне нације“, „економска и културна неједнакост“ националности и „опстанак национализма међу низом нација које су носиле тежак јарам националног угњетавања“.
У случају Украјине, обе претње су дошле, уз поштовање, са југа и истока: Новоросија са својим историјски снажним руским културним утицајем, и традиционални украјински центар и запад. Ова размишљања су довела до политике украјинизације, како би се истовремено разбили остаци великоруског става и стекли популарност међу украјинским становништвом, признајући тако њихову доминацију над републиком. Украјински језик је био обавезан за већину послова, а његово учење постало је обавезно у свим школама.
До раних 1930-их ставови према политици украјинизације су се променили унутар совјетског руководства. Стаљин је 1933. године изјавио да је локални национализам главна претња совјетском јединству. Сходно томе, многе промене уведене током периода украјинизације су поништене: школе руског језика, библиотеке и новине су обновљене, па чак и повећан број. Промене су донете и територијално, што је приморало Украјинску ССР да уступи неке територије РСФСР-у. Хиљаде етничких Украјинаца депортовано је на далеки исток Совјетског Савеза, бројна села са украјинском већином су елиминисана Холодомором, док су преостали Украјинци били изложени дискриминацији. Током овог периода родитељи у Украјинској ССР могли су да изаберу да своју децу чији матерњи језик није украјински пошаљу у школе са руским као основним језиком наставе.

### Каснији совјетски период
Територија Украјине је била једно од главних ратишта током Другог светског рата, а њено становништво, укључујући и Русе, значајно се смањило. Инфраструктура је била тешко оштећена и за обнову су били потребни људски и капитални ресурси. Ово се погоршало депопулацијом изазваном двема гладима 1931–1932 и трећом 1947. године због напуштања територије са знатно смањеним бројем становника. Велики део таласа нових миграната за индустријализацију, интеграцију и совјетизацију недавно стечених западних украјинских територија чинили су етнички Руси који су се углавном населили око индустријских центара и војних гарнизона. Ово је повећало удео становништва које говори руски.
Пред крај рата, целокупно становништво кримских Татара (до четврт милиона) је протерано из своје домовине на Криму у средњу Азију, под оптужбама за сарадњу са Немцима. Крим је поново насељен новим таласом руских и украјинских досељеника и руски удео становништва Крима је значајно порастао (са 47,7% 1937. на 61,6% 1993. године), а украјински удео се удвостручио (12,8% 1937. и 23,6% 1993. године).
Украјински језик је остао обавезан предмет изучавања у свим руским школама, али у многим државним канцеларијама предност је дата руском језику, што је дало додатни подстицај унапређењу русификације . Попис из 1979. године показао је да само једна трећина етничких Руса течно говори украјински језик.
Године 1954. Президијум Врховног совјета СССР-а издао је указ о преласку Кримске области из састава Руске СФСР у састав Украјинске ССР. Ова акција повећала је етничко руско становништво Украјине за скоро милион људи. Многи руски политичари сматрају да је трансфер контроверзан. Контроверзе и законитост трансфера остали су болна тачка у односима Украјине и Русије неколико година, а посебно у унутрашњој политици на Криму. Међутим, у споразуму између Руске Федерације и Украјине из 1997. Русија је признала границе Украјине и прихватила суверенитет Украјине над Кримом.

### Украјина након распада Совјетског Савеза
Након распада Совјетског Савеза, Украјина је постала независна држава. Ова независност је подржана референдумом у свим регионима Украјинске ССР, укључујући и оне са великом руском популацијом. Студија Националне академије наука Украјине показала је да се 1991. године 75% етничких Руса у Украјини више није идентификовало са руском нацијом . На украјинском референдуму о независности у децембру 1991. 55% етничких Руса у Украјини гласало је за независност.
Повратак кримских Татара довео је до неколико сукоба високог профила око власништва над земљом и права на запошљавање.
1994. одржан је референдум у Доњецкој области и Луганској области, са око 90% испитаника који су подржали да руски језик добије статус званичног уз украјински, а да руски језик буде службени језик на регионалном нивоу; међутим, кијевска влада је поништила референдум.
Много контроверзи је око смањења броја школа са руским као главним наставним језиком. Године 1989. било је 4.633 школе са руским као главним наставним језиком, а до 2001. овај број је пао на 2.001 школу или 11,8% од укупног броја у земљи. Значајан број ових руских школа је претворен у школе са одељењима руског и украјинског језика. До 2007. године, 20% ученика у државним школама учило је у одељењима руског језика.
У неким регионима, као што је Ривненска област, нема школа са наставом само на руском језику, већ само руска одељења у мешовитим руско-украјинским школама. Од маја 2007. у Кијеву је остало само седам школа са руским наставним језиком, са још 17 мешовитих школа са укупно 8.000 ученика, а остали ученици похађају школе са украјинским језиком. инструкција. Међу потоњим ученицима, 45.700 (или 18% од укупног броја) учи руски језик као посебан предмет  у главном граду Украјине, углавном русофоном, иако се процењује да 70 процената становништва Украјине у целој земљи сматра да руски језик треба предавати у средњим школама заједно са украјинским.
Руски културни центар у Лавову је у неколико наврата нападнут и вандализован. Дана 22. јануара 1992. извршила је рацију УНА-УНСО на челу са чланом Лавовског обласног већа. Припадници УНА-УНСО претресли су зграду, дјелимично уништили архиву и изгурали људе из зграде. Њихови нападачи су изјавили да све у Украјини припада Украјинцима, па Москали и кике нису смели да тамо бораве нити имају имовину. Зграда је вандализована током Папине посете Лавову 2001, затим 2003 (5 пута), 2004 (током Наранџасте револуције  ), 2005, 2006.
После догађаја на Евромајдану, региони са великом популацијом етничких Руса доживели су почетак антимајданских протеста и сепаратистичких активности. Након што су га заузеле руске необележене трупе, Врховни савет Крима је најавио кримски референдум 2014. и упутио захтев Русији да пошаље војне снаге на Крим како би „заштитиле“ локално становништво од десничарских демонстраната Евромајдана, који су обележили почетак руске анексије Крима . Велики протести против Мајдана одржани су у другим већим градовима који говоре руски, попут Доњецка, Одесе и Харкова. Савет Доњецке области гласао је за одржавање референдума на којем би се одлучило о будућности области.
Више људи је 3. марта почело да јуриша на управну зграду Доњецке области, машући руским заставама и вичући „Русија!″ и „ Беркут су хероји! ″. Полиција није пружила отпор. Регионално веће Луганска гласало је за захтев да се руском језику да статус другог званичног језика, да се заустави „прогон бораца Беркута “, разоружају јединице за самоодбрану Мајдана и забрани низ екстремно десничарских политичких организација попут Свобода и УНА-УНСО. Ако власти нису испоштовале захтеве, Обласни савет је задржао „право да затражи помоћ од братског народа Руске Федерације. ″ 
Проруски протести у областима Доњецка и Луганска током проруског сукоба у Украјини 2014. године ескалирали су у оружану сепаратистичку побуну. Ово је навело украјинску владу да покрене војну контраофанзиву против побуњеника у априлу 2014. Током овог рата Луганск и Доњецк, градови са великом популацијом етничких Руса, су били изложени тешким гранатирањем. Према подацима Уједињених нација, 730.000 избеглица из Доњецке и Луганске области побегло је у Русију од почетка 2014. године  Отприлике 14.200 људи, укључујући 3.404 цивила, умрло је од 2014. до 2022. године због рата.

#### Дискриминација
Укупно, према истраживању Института за социологију широм земље из 2007. године, само 0,5% испитаника описује да припада групи која се суочава са дискриминацијом на основу језика. Штавише, у анкети одржаној октобра 2008, 42,8% украјинских испитаника рекло је да Русију сматра „веома добром“, док је 44,9% рекло да је њихов став „добар“ (87% позитивно).
Према истраживањима Института за социологију која се спроводи сваке године између 1995. и 2005. године, проценат испитаника који су се сусрели са случајевима етничке дискриминације Руса током претходне године константно је низак (углавном једноцифреним), без приметне разлике у поређењу са са бројем инцидената усмерених против било ког другог народа, укључујући Украјинце и Јевреје. Према упоредном истраживању Украјине и Европе из 2007. само 0,1% становника Украјине сматра да припада групи која је дискриминисана по националности. ‍:156Међутим, до априла 2017. у истраживању јавног мњења које је спровела Ратинг Гроуп Украине, 57 одсто анкетираних Украјинаца изразило је веома хладан или хладан став према Русији, за разлику од само 17 одсто оних који су изразили веома топао или топао став.
Нека истраживања показују да Руси у Украјини нису социјално дистанцирани. Показатељ спремности становника Украјине да учествују у друштвеним контактима различитог степена блискости са различитим етничким групама ( Богардусова скала социјалне дистанце), израчунат на основу годишњих социолошких истраживања, доследно показује да су Руси у просеку најмање социјално дистанцирани унутар Украјине осим самих Украјинаца. Иста анкета је показала да је, у ствари, украјинском народу нешто угодније да прихвати Русе у своје породице него што прихвата Украјинце који живе у иностранству . Такав друштвени став корелира са политичким, јер су истраживања која су рађена годишње између 1997. и 2005. године доследно указивала да је став према идеји да Украјина уђе у унију Русије и Белорусије више позитиван (нешто преко 50%) него негативан (нешто испод 30% ).

#### Руске политичке избеглице у Украјини
Од Револуције достојанства, руска влада је драматично повећала кампању против опозиције која је резултирала политички мотивисаним случајевима против руске либералне опозиције. Као резултат тога, многи значајни Руси преселили су се у Украјину како би избегли политичко кривично гоњење у Русији.
Значајни примери су Иља Пономарјов (једини посланик који је гласао против анексије Крима), новинари Матвеј Ганапољски, Аркадиј Бабченко, Јевгениј Кисељов и други.
Према статистичким подацима које је изнела Канцеларија Високог комесаријата Уједињених нација за избеглице (УНХЦР), 2014. године око 140 Руса је поднело захтев за политички азил у Украјини. У првих шест месеци 2015. овај број је порастао за педесетак људи више.
Истовремено, украјинска миграцијска политика је компликована и ограничава број Руса који могу успешно да поднесу захтев за избеглички статус.

#### Русофобија
Ултранационалистичка политичка партија „Свобода“  се позвала на радикалну русофобичну реторику  и има довољну изборну подршку да добије подршку већине у локалним саветима, као што се види у регионалном већу Тернопоља у Западној Украјини. Године 2004. Олех Тјахњибок, лидер странке "Свобода", позвао је своју странку да се бори против "московско-јеврејске мафије" која влада Украјином. Чланови „Свободе“ били су на високим позицијама у влади Украјине 2014. Али странка је изгубила 30 од 37 места (прва места у украјинском парламенту  које је освојила на парламентарним изборима 2012.) на украјинским парламентарним изборима крајем октобра 2014. и није се вратила у владу Украјине .

#### руски језик
Према истраживању Ресеарцх & Брандинг Гроуп (Доњецк) из 2006. године, 39% грађана Украјине сматра да су права Русофона нарушена јер руски језик није званичан у земљи, док 38% грађана има супротан став. Према годишњим истраживањима Института за социологију Националне академије наука, 43,9% до 52,0% укупне популације Украјине подржава идеју да се руском језику додели статус државног језика. Истовремено, већина грађана Украјине ово не сматра важним питањем. У међунационалном истраживању које је укључивало рангирање 30 важних политичких питања, правни статус руског језика је рангиран на 26. месту, са само 8% испитаника (концентрисаних првенствено на Криму и Доњецку) сматра да је то важно питање.
Руски језик наставља да доминира у неколико региона иу украјинским предузећима, у водећим украјинским часописима и другим штампаним медијима. Руски језик у Украјини још увек доминира свакодневним животом у неким деловима земље.
Украјински парламент усвојио је 23. фебруара 2014. године нацрт закона о укидању закона о језицима мањина из 2012. године, којим би — да га је потписао украјински председник — украјински био једини званични државни језик у целој Украјини, укључујући Крим који је насељен већина која говори руски. Укидање закона је дочекано са великим презиром у јужној и источној Украјини. Цхристиан Сциенце Монитор је известио: „[Усвајање овог закона] само је разбеснело регионе који говоре руски, [који] су тај потез видели као још један доказ да су антивладини протести у Кијеву који су срушили Јануковичеву владу били намера да врше притисак на националистичку агенду." На предлог да се закон укине 28. фебруара 2014. вршилац дужности председника Олександр Турчинов ставио је вето. Уставни суд Украјине је 28. фебруара 2018. прогласио неуставним закон о језицима мањина из 2012.
Председник Петро Порошенко је 25. септембра 2017. године потписао нови закон о образовању (нацрт усвојила Рада 5. септембра 2017.) који каже да је украјински језик језик образовања на свим нивоима осим за један или више предмета који су дозвољени. да се предаје на два или више језика, односно на енглеском или једном од других званичних језика Европске уније . Закон је наишао на критике званичника у Русији и Мађарској. Према Новој Европи :
Најновији спор између Кијева и Будимпеште долази након огорченог спора око одлуке украјинског парламента – Врховне раде – да донесе законски пакет о образовању који забрањује основно образовање свим ученицима на било ком језику осим на украјинском. Међународна заједница је нашироко осудила овај потез као беспотребно провокативан јер присиљава историјски двојезичну популацију од 45 милиона људи који наизменично користе руски и украјински као матерњи језик да постане једнојезична.
Унијан је известио да је „у Лавовској области у септембру 2018. уведена забрана коришћења културних производа, односно филмова, књига, песама итд. на руском језику у јавности“.

#### Аутори
Неки аутори рођени у Украјини који пишу на руском језику, посебно Марина и Сергеј Дјаченко и Вера Камша, рођени су у Украјини, али су се у неком тренутку преселили у Русију. Марина и Сергеј Дјаченко преселили су се у Калифорнију.

## Демографија

### Трендови
| Пописна година | Тотална популација </br> Украјине | Руси       | %     |
| -------------- | --------------------------------- | ---------- | ----- |
| 1926. године   | 29,018,187                        | 2,677,166  | 9,2%  |
| 1939. године   | 30,946,218                        | 4,175,299  | 13,4% |
| 1959. године   | 41,869,046                        | 7,090,813  | 16,9% |
| 1970           | 47,126,517                        | 9,126,331  | 19,3% |
| 1979           | 49,609,333                        | 10,471,602 | 21,1% |
| 1989           | 51,452,034                        | 11,355,582 | 22,1% |
| 2001           | 48,457,000                        | 8,334,100  | 17,2% |

Генерално, становништво етничких Руса у Украјини се повећало због асимилације и миграције између 1897. и 1939. године упркос глади, рату и револуцији. Од 1991. године драстично се смањио у свим регионима, и квантитативно и пропорционално. Украјина је генерално изгубила 3 милиона Руса, или нешто више од једне четвртине свих Руса који тамо живе у периоду од 10 година између 1991. и 2001. године, павши са преко 22% становништва Украјине на нешто више од 17%. У последњих 15 година од 2001. године, наставља се даљи пад броја Руса.
Неколико фактора је утицало на то – већина Руса је живела у урбаним центрима у совјетско време и због тога су били најтеже погођени економским тешкоћама 1990-их. Неки су изабрали да емигрирају из Украјине у (углавном) Русију или на Запад. Коначно, неки од оних који су у совјетско време сматрани Русима су се на последњем попису изјаснили као Украјинци.
Руско становништво је такође погођено факторима који су утицали на све становништво Украјине, као што су низак наталитет и висока стопа смртности.

### Бројеви
Попис становништва из 2001. показао је да 95,9% Руса у Украјини сматра да им је руски језик матерњи, а 3,9% је навело украјински као матерњи језик. Већина, 59,6% украјинских Руса рођено је у Украјини. Они чине 22,4% укупног градског становништва и 6,9% сеоског становништва у земљи.
Жене чине 55,1% Руса, мушкарци 44,9%. Просечна старост Руса у Украјини је 41,9 година. Неравнотежа у полној и старосној структури се појачава у западним и централним регионима. У овим регионима Руси су концентрисани у индустријским центрима, посебно у обласним центрима.

### Број Руса по регионима (областима) према последњем систематском попису из 2001
| Област                   | Број у 2001 | Проценат у 2001 |
| ------------------------ | ----------- | --------------- |
| Доњецка Област           | 1,844,400   | 38.2            |
| Дњепропетровска Област   | 627,500     | 17.6            |
| Кијев                    | 337,300     | 13.1            |
| Храковска Област         | 742.000     | 25.6            |
| Лавовска Област          | 92,600      | 3.6             |
| Одеска Област            | 508.500     | 20.7            |
| Луганска Област          | 991,800     | 39.0            |
| Аутономна Република Крим | 1,180,400   | 58.3            |
| Запорошка Област         | 476.800     | 24.7            |
| Кијевска Област          | 109,300     | 6.0             |
| Виничка Област           | 67,500      | 3.8             |
| Полтавска област         | 117,100     | 7.2             |
| Ивано-Франковска Област  | 24,900      | 1.8             |
| Хмељничка Област         | 50,700      | 3.6             |
| Черкашка Област          | 75,600      | 5.4             |
| Житомирска Област        | 68,900      | 5.0             |
| Закарпатска Област       | 31.000      | 2.5             |
| Ноколајевска Област      | 177,500     | 14.1            |
| Ровењска Област          | 30,100      | 2.6             |
| Сумска Област            | 121,700     | 9.4             |
| Черниговска Област       | 62,200      | 5.0             |
| Херсонска Област         | 165.200     | 14.1            |
| Тернопољска Област       | 14,200      | 1.2             |
| Волинска Област          | 25,100      | 2.4             |
| Кировоградска област     | 83,900      | 7.5             |
| Черновачка Област        | 37,900      | 4.1             |
| Севастопољ               | 270.000     | 71.6            |

## Религија
Већина Руса су хришћани источне православне вере и претежно припадају Украјинској православној цркви, бивши украјински егзархат Руске православне цркве, који је од ове друге добио црквену аутономију 27. октобра 1990.
Међу Русима постоје мале мањине старовераца, нарочито Липованци, као и протестанти, староседеоци духовни хришћани и католици. Осим тога, постоји поприличан део оних који себе сматрају атеистима .

## Политика

### Избори
Политичке партије чије су изборне платформе осмишљене посебно да се задовоље осећањима руских бирача су се одлично снашле. До украјинских парламентарних избора 2014. неколико украјинских избора , политичке партије које позивају на ближе везе са Русијом добиле су већи проценат гласова у областима где преовлађује становништво које говори руски.
Странке попут Партије региона, Комунистичке партије Украјине и Прогресивне социјалистичке партије биле су посебно популарне на Криму, у јужним и југоисточним регионима Украјине. На парламентарним изборима 2002. године, мејнстрим Партија региона, са упориштем заснованим на Источној и Јужној Украјини, била је прва са 32,14%, испред своја два национално свесна главна ривала, Блока Јулије Тимошенко (22,29%) и Блока Наше Украјине (13,95). %), док је такође русофилска Комунистичка партија Украјине прикупила 3,66% и радикално проруски Блок Наталије Витренко 2,93% најближе малим партијама да превазиђу баријеру од 3%.
На парламентарним изборима 2007. године, Партија региона је била прва са 34,37% (изгубивши 130.000 гласова), Блок Јулије Тимошенко други са 31,71% (освојивши 1,5 милиона гласова), Блок Наша Украјина–Народна самоодбрана.15 % трећи (1 изгубивши 238.000 гласова), Комунистичка партија Украјине је четврта са 5,39% (освојивши 327.000 гласова), док је Блок Наталије Витренко пао на 1,32%. Иако је Блок Јулије Тимошенко привукао већину својих гласача из западноукрајинских покрајина у украјинском говорном подручју ( области), последњих година је регрутовао неколико политичара из провинција на руском говорном подручју као што су Крим ( Људмила Денисова  ) и Луганска област ( Наталија Королевска  ). На парламентарним изборима 2012. Партија региона је поново освојила 30% и највећи број посланичких места, док је Отаџбина (наследница Блока Јулије Тимошенко) друга са 25,54%. Комунистичка партија Украјине подигла је проценат гласова на овим изборима на 13,18%.
На парламентарним изборима 2014. опозициони блок који је наследио Партију региона је прегазио непроруски Блок Петра Порошенка у јужним регионима. На изборима је Опозициони блок освојио 9,43%, заузевши четврто место. Опозициони блок је добио највише гласова Источне Украјине, али је био други најбољи у бившој упоришту Партије региона у Јужној Украјини (заостаје за Блоком Петра Порошенка ). Комунистичка партија Украјине елиминисана је из представљања на изборима јер није успела да пређе изборни цензус од 5 одсто са својих 3,87 одсто гласова. Због рата у Донбасу и једностране анексије Крима од стране Русије, избори нису одржани на Криму, а такође ни у великим деловима Донбаса, оба су била пре упоришта Партије региона и Комунистичке партије Украјине.

### Проруски покрети у Украјини
Док у Украјини постоји неколико политичких партија и покрета који заговарају умерену проруску политику, постоји и неколико проруских политичких организација које посматрачи сматрају радикалним. Многи од њих наводе своју агенду као противљење украјинској независности и отворено се залажу за обнову Руске империје . Ови покрети су бројчано мали, али је њихов утицај на друштво лако преценити због њихове вокалне активности која ствара много медијског извештавања и коментара политичара на највишим нивоима.
Акције које организују ове организације највидљивије су у украјинском делу историјске Новоросије ( Нова Русија ) на југу Украјине и на Криму, региону у којем су у неким областима Руси највећа етничка група. Како етнички Руси чине значајан део становништва у овим углавном русофонским деловима јужне Украјине (и већину на Криму), ове територије одржавају посебно јаке историјске везе са Русијом на људском нивоу. Дакле, проруско политичко расположење које је јаче него другде у земљи чини ову област плоднијим тлом за радикалне проруске покрете који нису тако уобичајени другде у земљи.
Од децембра 2009. понекад се дешавају сукоби између украјинских националиста и проруских организација.

#### Организације
Међу таквим покретима су омладинске организације, Прорив (буквално Пробој ) и Евроазијски омладински покрет (ЕСМ). Регистрација и правни статус оба покрета су оспорени на судовима; а вођа Прорива, руски држављанин, протеран је из Украјине, проглашен за персону нон грата и забрањен му је поновни улазак у земљу. Александру Дугину, московском лидеру ЕСМ-а и његовом сараднику Павелу Зариффулину такође је забрањено да путују у Украјину због њиховог учешћа у активностима ових организација, иако су забране касније укинуте и поново враћене.
Ови покрети отворено наводе своју мисију као дезинтеграцију Украјине и рестаурацију Русије у границама бивше Руске империје  и, наводно, добијају редовно охрабрење и новчану подршку од стране политички повезаних бизнисмена Русије. Ове организације су познате не само по својим проруским активностима, већ су и оптужене за организовање масовних протеста.
Неки посматрачи истичу подршку руске владе и Руске православне цркве овим покретима и странкама у Украјини, посебно на Криму. Публикације и протестне акције ових организација садрже изразито проруске и радикално анти-НАТО поруке, позивајући се на реторику „украјинско-руског историјског јединства“, „НАТО злочина“ и друге сличне тврдње.
Неки посматрачи повезују оживљавање радикалних руских организација у Украјини са страхом Кремља да би наранџаста револуција у Украјини могла бити извезена у Русију, а разматрање те могућности било је у првом плану активности ових покрета.

#### "Руски маршеви"
Као огранак сличне руске организације, Евроазијски савез младих (ЕСМ) организује годишње Руске маршеве. Новембар 2006. „Руски марш” у Кијеву, главном граду, окупио је 40 учесника, али након што су учесници напали полицију за нереде, она је била принуђена да се умеша и неколико учесника је ухапшено. У Одеси и градовима Крима „Руски маршеви“ у новембру 2006. окупили су више учесника, са 150–200 учесника у Одеси и 500 у Симферопољу и протекли су мирније. Демонстранти су позивали на јединство Украјинске и Руске православне цркве, као и на национално јединство између Русије и Украјине. У Одеси је марш од око 200 људи носио антизападне, проруске слогане и верске симболе.

### Јавно мњење
У марту 2022., недељу дана након почетка руске инвазије на Украјину, 82% етничких Руса који живе у Украјини рекло је да не верује да је било који део Украјине с правом део Русије, према анкетама лорда Ешкрофта које нису укључивале Крим. и део Донбаса који контролишу сепаратисти. 65% Украјинаца – укључујући 88% оних руске националности – сложило се да „упркос нашим разликама, етничке Русе који живе у Украјини и Украјинце уједињује више него што нас раздваја“.